# Modraže
Modraže so naselje v Občini Poljčane.